# ساموئل بلامی
ساموئل بلامی (انگلیسی: Samuel Bellamy; c. ۲۳ فوریهٔ ۱۶۸۹ – ۲۶ آوریل ۱۷۱۷ (۲۸ ساله)) ناخدای دزدان دریایی اهل پادشاهی بریتانیای کبیر بود که بعدها با عنوان «بلک سام» شناخته شد. از وی به عنوان ثروتمندترین دزد دریایی ثبت شده در تاریخ و یکی از چهره‌های برجستهٔ دوران طلایی دزدی دریایی یاد می‌شود.